# Valle de Finolledo
Valle de Finolledo es una localidad española ubicada en la comarca de El Bierzo, dentro de la provincia de León, en la comunidad autónoma de Castilla y León. Pertenece desde 1973 al municipio de Vega de Espinareda, habiendo sido antes cabecera de su propio municipio.

## Historia
Durante el Antiguo Régimen fue un pueblo del señorío de la abadía de San Andrés de Espinareda. El antiguo municipio abarcaba los siguientes pueblos:
- San Pedro de Olleros
- San Martín de Moreda
- Moreda
- Burbia
- Penoselo
- La Bustarga

Hacia mediados del siglo XIX tenía contabilizada una población de 400 habitantes. Aparece descrito en el decimoquinto volumen del Diccionario geográfico-estadístico-histórico de España y sus posesiones de Ultramar de Pascual Madoz de la siguiente manera:

VALLE DE FINOLLEDO: l. en la prov. de León, part. jud. de Villafranca del Vierzo, dióc. de Astorga, aud. terr. y c. g. de Valladolid, ayunt. de Burbia. sit. en un vallecito bastante ameno, cerrado al N. por la montaña que llega hasta Lumeras, cuyas aguas vierten por el O. en el rio Ancares; por el E. le circunda el Cua, y por el S. la cordillera que llega hasta Espanillo; su clima es muy sano. Tiene 92 casas; escuela de primeras letras; igl. parr. (Sta. Maria) matriz de Bustarga, Moreda y Penoselo, servida por un cura de primer ascenso y libre provision, que nombra 2 tenientes para los anejos, y buenas aguas potables. Confina con Sésamo, Bustarga, Moreda y San Andres de Espinareda. El terreno es de mediana y buena calidad, y de regadio. Los caminos son locales. prod.: granos, legumbres, lino, vino, fruta, hortaliza y pastos; cria ganados y alguna caza y pesca. ind.: telares de lienzos caseros y fabricacion de manteca. pobl.: 92 vec., 400 almas. contr. con el ayuntamiento.
(Madoz, 1848, p. 598)

## Demografía
| Gráfica de evolución demográfica de Valle de Finolledo entre 1842 y 1970 |
| |
| Población de derecho según los censos de población del INE Población de hecho según los censos de población del INE Entre el censo de 1981 y el anterior este municipio desaparece porque se integra en Vega de Espinareda |

Según el INE, se observa una tendencia al despoblamiento del pueblo:
| 2000 |  | 2002 |  | 2004 |  | 2006 |  | 2008 |  | 2010 |  | 2012 |  | 2014 |  | 2016 |  | 2018 |  | 2020 |  | 2022 |
| ---- |  | ---- |  | ---- |  | ---- |  | ---- |  | ---- |  | ---- |  | ---- |  | ---- |  | ---- |  | ---- |  | ---- |
| 269  |  | 258  |  | 238  |  | 232  |  | 219  |  | 207  |  | 207  |  | 203  |  | 195  |  | 179  |  | 163  |  | 156  |

## Economía
Pueblo agrícola y ganadero. Actualmente hay varias casas rurales.

## Gastronomía
Cuenta entre sus productos típicos con manzanas reinetas, uvas, castañas y tomates. También es típico el botillo.